# 小槻忠兼
小槻 忠兼（おづき の ただかね、生年不詳 - 元永元年（1118年））は、平安時代後期の貴族。主税頭・小槻祐俊の長男。官位は従五位下・右大史。

## 経歴
白河朝末の応徳2年（1085年）算道挙により主水権佑に任官する。寛治5年（1092年）正月の除目において、先任の忠兼と上日（勤務日）で勝る中原義経のいずれを左少史から右大史へ昇任させるかで問題となる。ここで、義経は忠兼に対して私礼がある事を理由に辞退したため、忠兼が右大史に昇任された。その後、時期は不明ながら巡爵により従五位下に叙せられている。
康和5年（1103年）父の小槻祐俊は大夫史を養子の盛仲に譲ったため、忠兼は嫡子でありながら大夫史の地位を継ぐことはできなかった。
元永元年（1118年）卒去。

## 官歴
- 応徳2年（1085年） 12月：主水権佑（算道挙）[2]
- 時期不詳：正六位上。左少史
- 寛治5年（1092年） 正月28日：右大史[3]
- 時期不詳：従五位下[4]
- 元永元年（1118年） 日付不詳：卒去[4]